# Rolf Wollner
Rolf Wollner (28. travnja 1906. – 6. srpnja 1988.) je bivši njemački hokejaš na travi. 
Osvojio je brončano odličje na hokejaškom turniru na Olimpijskim igrama 1928. u Amsterdamu igrajući za Njemačku. Na turniru je odigrao jedan susret. Igrao je na mjestu napadača.

## Vanjske poveznice
- Profil na Database Olympics